# Utbildningsradion
Utbildningsradion (Sveriges Utbildningsradio Aktiebolag) är ett svenskt massmedieföretag som har till uppgift att bedriva programverksamhet inom utbildningsområdet i allmänhetens tjänst ("public service") för kunskap och lärande och bidra till att minska de ökande kunskapsklyftorna. Programmen riktar sig till förskola, grundskola, gymnasium, högre utbildning och allmänheten.

## Distribution
UR sänder på UR Play, och i Sveriges Radios kanaler SR Play, P1, P2, P3 och P4 samt Sveriges Televisions SVT Play, SVT1, SVT2 och SVT Barn. UR sänder också i Kunskapskanalen som startade 27 september 2004. Kanalen drivs som ett samarbetsprojekt mellan UR och SVT. Vardera bolag står för femtio procent av innehåll och sändningstid.

## Finansiering
Sveriges Utbildningsradio ägs av Förvaltningsstiftelsen för SR, SVT och UR, och är ett av de tre public service-bolagen, vilka inkluderar även Sveriges Television och Sveriges Radio. Från och med 2020 finansieras verksamheten av en public service-avgift, som betalas via skattsedeln.

## Historik
Företaget härstammar ur försök med skolradio av Skolöverstyrelsen 1928, en verksamhet som blev permanent 1929. 1931 blev AB Radiotjänst huvudman för dess sändningar. 1961 började testsändningar av skol-TV, en verksamhet som år 1964 slogs samman med skolradion. Till detta lades senare SR:s vuxenutbildning och verksamheten finansierades med skattemedel.
- 1967 startades TRU, kommittén för television och radio i utbildningen av staten som försöksverksamhet med att sända trådlösa läromedel till universitet och förskolor. Placeringen var i Stocksund och verksamheten fortsatte till 1978 då den övertogs av det nystartade Sveriges Utbildningsradio AB.
- 1978 gjordes en omfattande omorganisation där Sveriges Radio klyvdes i fyra dotterbolag som ägdes av Sveriges Radio. Det nybildade Sveriges Utbildningsradio var ett av dessa (de övriga var Sveriges Television, Sveriges Riksradio och Sveriges Lokalradio AB).
- 1985 upphörde skattefinansieringen och UR:s program finansierades av TV-avgiften.
- 1994 gjordes ytterligare en omorganisation och UR blev ett fristående bolag.
- 2016 fälldes UR av Diskrimineringsombudsmannen efter att ha lagt ut en platsannons där mörk hudfärg ingick i den sökandes kvalifikationer.[6]

## Ledning
VD-längd för UR:
- Börje Dahlqvist, 1977–1986[7]
- Lars Hansson, 1986–1998[7]
- Rolf Svensson, 1998–1999 (tillförordnande)
- Christina Björk, 2000–2009
- Erik Fichtelius, 2009–2015
- Christel Tholse Willers, 2015–2017
- Per Bergkrantz, 2017–2018 (tillförordnande)
- Sofia Wadensjö Karén, 2018–2022[8]
- Per Bergkrantz, 2022–2023 (tillförordnande)
- Kalle Sandhammar, 2023–[9]

## Bokserie om UR:s historia
En serie böcker om utbildningsprogrammens och UR:s historia har givits ut av Arkiv förlag. Sammanlagt publicerades åren 1999–2006 16 volymer i denna skriftserie.